# Palù
Palù – miejscowość i gmina we Włoszech, w regionie Wenecja Euganejska, w prowincji Werona.
Według danych na rok 2004 gminę zamieszkiwało 1119 osób, 86,1 os./km².